# 연산군일기
《연산군일기》(燕山君日記)는 1494년 음력 12월부터 1506년 음력 1월까지 조선 연산군 시대의 사실을 기록한 실록이다. 총 63권 46책으로 구성되어 있으며, 《조선왕조실록》의 일부를 이룬다. 폐위된 왕의 기록이기 때문에 《연산군실록》이 아닌 《연산군일기》로 칭한다.

## 개요
1494년(연산군 즉위년) 음력 12월부터 1506년(연산군 12년) 음력 9월까지 총 11년 9개월에 걸친 연산군 시대의 국정 전반에 관한 역사적 사실을 편년체로 기록한 실록이다. 총 63권 46책으로 구성되어 있으며, 《조선왕조실록》의 일부를 이룬다. 원본은 활자본이다. 폐위된 왕의 시대의 일을 기록했기 때문에 "실록"이 아닌 "일기"로 칭하며, 이는 《조선왕조실록》의 철저한 원칙과 객관성을 파악할 수 있는 근거이기도 하다. 또 비록 "일기"라는 제목을 가지고 있으나, 이것이 다른 실록에 비해 사료적인 가치가 떨어지는 것을 의미하지는 않는다. 한편 "일기"라는 제목이 붙은 실록에는 《연산군일기》 외에도 후에 단종실록으로 개칭된 《노산군일기》와 《광해군일기》가 있다.
1506년(중종 원년) 음력 11월 16일 정승들이 일기 편찬을 위한 부서를 설치하고 감춘추관사에 김감을 임명하기를 건의하면서 편찬이 시작되었다. 그러나 불과 3개월만인 1507년(중종 2년) 음력 2월 김감이 대신 암살 사건에 연루되어 유배를 가면서, 감춘추관사가 대제학 신용개로 교체되었다. 그러나 이 해 음력 4월 정부에서 연산군 때 은총을 입은 자들이 일기를 편찬하면 직필이 어려울 것이라는 건의에 따라 수찬관이 교체되었다. 이 때 임명된 수찬관은 총재관 성희안, 도청당상 신용개와 김전, 기타 각방당상 4명, 색승지 1명 등이었다. 그러나 《연산군일기》의 기사관으로 참여했던 권벌의 후손이 소장한 《일기세초지도》에 의하면 후에 편찬관들이 다시 변경된 것으로 보인다. 《일기세초지도》에는 감춘추관사에 성희안, 지춘추관사에 성세명과 신용개 등 6명, 동지춘추관사에 조계상과 이유청 등 8명, 기타 수찬관 5명, 편수관 24명, 기주관 7명, 기사관 16명 등으로 기록되어 있다. 한편 《연산군일기》에는 다른 실록들과 달리 편찬관들의 명단이 남아있지 않다.
이후 1509년(중종 4년) 음력 9월 12일 춘추관에서 《연산군일기》의 편찬을 마치고, 간단한 의식을 치른 후 외사고에 봉안되었다.

## 내용
- 《연산군일기》의 기사는 시기에 따라 다음과 같은 특징으로 분류할 수 있다.
  - 즉위년 ~ 재위 4년 : 대간의 상소가 큰 비중을 차지한다.
  - 재위 4년 ~ 재위 10년 : 대간의 상소와 연산군의 전교가 중심이다.
  - 재위 10년 ~ 재위 12년 : 무오사화와 갑자사화의 관련자에 대한 처벌 내용 및 연회에 관련된 연산군의 전교가 대부분이다.
- 대외관계 면에서는 명나라와의 관계에 대해서는 기사가 별로 없고, 야인들의 토벌이나 왜인들의 진상에 대한 내용이 많이 실려있다.
- 사관의 평인 사론은 25개밖에 되지 않는데, 그나마도 연산군의 총애를 받은 이들에 대한 비판이 대부분이다. 그리고 사림 계열의 신하들에 대해서는 간략하게 기록한 반면, 연산군의 총신들에 대해서는 사론과 함께 자세히 기록하였다.
- 그밖에 연산군의 시 총 130편[9]과 그에 대한 신하들의 화답시가 실려 있다.[8]

## 특징
- 제목은 《연산군일기》이나, 그 내용이나 체재에서는 다른 실록들과 큰 차이가 없다.
- 대개 1권에 1~2개월분의 기사를 수록하였으나, 간혹 1권에 6~7개월의 기사를 수록한 경우도 있다. 또 연산군이 즉위한 1494년 음력 12월은 수록 범위가 5일밖에 되지 않음에도 1권으로 편찬하였다.[8][10]
- 서울대학교 규장각한국학연구원에 대한민국의 국보로 지정되지 않은 실록이 일부 있는 것으로 확인되었다. 이 중 《연산군일기》는 총 1책이며, 밀랍본이다.[11]

## 평가
연산군 시기에는 정사를 보는 데 사관이 참여하지 못 하는 경우도 많았고, 《성종실록》 편찬 당시 발생한 무오사화의 영향으로 《연산군일기》의 사관들은 사초를 제출하는 데 소극적이었다. 또 그나마 기록된 시정기도 검열이 잦아 직필이 불가능했기 때문에, 내용 면에서 부실한 면이 많다. 한편 연산군의 비행을 과장하기 위해 사초의 내용을 윤색한 흔적이 보인다. 이러한 이유로 《연산군일기》의 내용은 객관성이 결여되어 있을 것으로 보이며, 특히 연산군의 폭정을 과장했을 가능성과 《연산군일기》의 편찬 자체에 대해 소극적이었던 점을 지적하는 견해도 있다.